# Emirau
Emirau, aussi connue sous le nom d'Emira est une île papouasienne de l'océan Pacifique. Elle fait partie de l'archipel Bismarck et appartient au groupe des îles Mussau. Elle est administrativement rattachée à la province de Nouvelle-Irlande. La parler local est un dialecte de la langue de Mussau-Emira.

## Histoire
L'île fut reconnue pour la première fois par l'explorateur William Dampier en 1699 qui la nomma Squally Island. Emirau faisait partie de la Nouvelle-Guinée allemande avant la Première Guerre mondiale, les colonisateurs y avaient installé une plantation. Lors de la Seconde Guerre mondiale, l'Orion, le Komet et le Kulmerland, trois navires allemands opérant dans le Pacifique et visant les intérêts de l'Empire britannique y déposèrent 675 prisonniers faits lors des attaques allemandes sur Nauru ainsi qu'à l'occasion d'attaques antérieures dans le Pacifique. Ces rescapés furent ensuite rapatriés en Australie.
En mars 1944, le commandement allié décida de s'emparer de l'île afin de poursuivre sa stratégie visant à neutraliser l'importante base militaire japonaise de Rabaul. La 4e division des Marines fut à ce titre sur l'île chargée de mener à bien le débarquement sur Emirau. L'occupation de l'île se déroula sans combat, les quelques Japonais sur l'île ayant tenté une infructueuse retraite en canoë vers Kavieng. Le corps expéditionnaire tomba néanmoins sur un groupe de sept missionnaires adventistes du septième jour.
Une base militaire fut établie par les Américains sur l'île ainsi qu'un aérodrome toujours utilisable à ce jour.